# ادی بائر
ادی بائر (انگلیسی: Eddie Bauer) شرکت پوشاک آمریکایی است، که در سال ۱۹۲۰ توسط ادی بائر تأسیس شد.